# إليانور جاي جيبسون
إليانور جاي جيبسون (بالإنجليزية: Eleanor J. Gibson) هي أستاذة جامعية وعالمة نفس أمريكية، ولدت في 7 ديسمبر 1910 في بيوريا في الولايات المتحدة، وتوفيت في 30 ديسمبر 2002 في كولومبيا في الولايات المتحدة.

## وصلات خارجية
- إليانور جاي جيبسون على موقع الموسوعة البريطانية (الإنجليزية)